# Gore (Virginie)
Pour les articles homonymes, voir Gore.
Gore est une census-designated place située dans le comté de Frederick, dans l’État de Virginie, aux États-Unis. Lors du recensement de 2020, elle comptait 249 habitants.